# Diamond Cut Diamond (film 1913)
Diamond Cut Diamond è un cortometraggio muto del 1913 sceneggiato e diretto da Lloyd B. Carleton.

## Trama
John Sargent, un giovane ingegnere, e Paul Atwood, il proprietario di un giornale, amano ambedue la stessa ragazza, Bella Winton, ma Atwood non ha fortuna con la ragazza. Dell'ingegnere, è innamorata la sorella minore di Bella, Jo. Quando Atwood, uno senza scrupoli, mette in atto un piano per eliminare il rivale, Jo si attiva per salvare l'uomo che ama e che ora incontra il disprezzo di Bella, convinta che John sia un poco di buono. Sargent finisce per essere arrestato per tentato omicidio dopo aver aggredito Atwood, furioso con l'uomo che lo ha rovinato con i suoi articoli scandalistici. Jo, allora, finge di essere lusingata dalle attenzioni di Atwood che corteggia anche lei. Induce il giornalista a farsi mostrare come lavorano i ladri: lo convince a vestirsi come un rapinatore e a mostrarle i trucchi del mestiere. Così gli fa scivolare in una tasca alcuni gioielli. Poi chiama la polizia. Atwood, allora, le firma una confessione che scagiona Sargent e viene arrestato. Bella deve ricredersi sul conto del giovane ingegnere e cerca di riconciliarsi con lui, ma John, ormai, le preferisce la sorella.

## Produzione
Prodotto da Siegmund Lubin per la Lubin Manufacturing Company, il film venne girato nel 1913, tratto da una storia di James Oliver Curwood.

## Distribuzione
Distribuito dalla General Film Company, il film - un cortometraggio in una bobina - uscì nelle sale il 25 aprile 1913.